# Алма-Атинский округ
Алма-Атинский округ — административно-территориальная единица Казакской АССР, существовавшая в 1928—1930 годах.
Алма-Атинский округ был образован 17 января 1928 года из части Джетысуйской губернии. Центром округа был назначен город Алма-Ата. Округ был разделён на 21 район:
- Алтын-Эмельский район. Центр — село Коль-Камыс
- Алакульский район. Центр — село Андреевское
- Балхашский район. Центр — посёлок Караузек
- Барибаевский район. Центр — село Баскан
- Биень-Аксуйский район. Центр — село Аксу
- Герасимовский район. Центр — село Герасимовское
- Джаркентский район. Центр — город Джаркент
- Илийский район. Центр — аул Сандык-Тай
- Каратальский район. Центр — урочище Караченгель.
- Каркаринский район.
- Кастекский район. Центр — село Каргап
- Конур-Уленский район. Центр — урочище Джельбастау
- Курдайский район. Центр — село Касык
- Ленинский район. Центр — город Алма-Ата
- Саркандский район. Центр — станица Сарканд
- Сюгатинский район. Центр — урочище Кзыл-Энбекши-Казак
- Талгарский район. Центр — станица Иссык
- Талды-Курганский район. Центр — село Талды-Курган
- Чиликский район. Центр — село Чилик
- Чокпарский район. Центр — село Коктюбе
- Чуйский район. Центр — село Георгиевское

17 июля 1928 Ленинский район был переименован в Калининский район, Герасимовский — в Андреевский район с центром в селе Андреевское, Конур-Уленский — в Октябрьский район, Илийский — в Каргалинский район с центром в селе Безводное.
1 мая 1929 Талгарский район переименован в Иссыкский район. К концу 1929 года были переименованы ещё 2 района: Алтын-Эмельский — в Малай-Саринский район, Сюгатинский — в Энбекши-Казахский район.
Округ включал:
- населенных пунктов — 14559 , в том числе 2 города — Алма-Ата и Яркент;
- 24,2 тысячи жителей, из них 7,3 % — городские жители;
- 33 промышленных предприятия (на конец 1928 года).

17 декабря 1930 года округ, как и все остальные округа Казакской АССР, был упразднён, его районы укрупнены и переданы в прямое подчинение республиканским властям.